# Bathyplectes longigena
Bathyplectes longigena är en stekelart som beskrevs av Horstmann 1980. Bathyplectes longigena ingår i släktet Bathyplectes och familjen brokparasitsteklar. Inga underarter finns listade.